# ホーム・オルガン
ホーム・オルガン（英：Home Organ）は、オールマイティな用途に対応している電子オルガンのことを指す。

## 概要
ヤマハのエレクトーン、ローランドのミュージック・アトリエ、カワイのドリマトーンなどの電子オルガンがホーム・オルガンに該当する。家庭で演奏を楽しむことを目的としたことから由来する。
コンボオルガンやオルガンの音色を内蔵したシンセサイザーやキーボードも家庭で演奏を楽しめるオルガンであるが、それらはホーム・オルガンとは呼ばれない。
木製キャビネットであることが多く、家庭内に設置し家具の一つとして扱われることに由来する。電子オルガン普及期には、豪華で高価な家具調であったため、ステージやスタジオで使う軽量デザインのものとは外観が大きく異なる。スピーカー/アンプ内蔵のものが多く、本体総重量が重くならざるを得ず、持ち運びにはあまり適さない。
大型のパイプオルガンの代名詞であった時代の後、技術の発達と共に小型化が実現し、1940年頃には家庭に入る大きさのハモンド・オルガンが普及した。当時の名残りでハモンド・オルガンもホーム・オルガンと呼ばれることがある。
一方、教会などで見られるパイプオルガン曲を演奏するための電子式クラシックオルガンも家庭で見られることがあるが、こちらをホームオルガンと呼ぶことはまれである。